# 黄至筠
黄至筠（1770年—1838年），又稱黄应泰，字韻芬，又字個園。浙江人。

## 生平
籍貫浙江余姚人。乾隆三十五年（1770年）出生在赵州（今河北赵县），著籍扬州府甘泉县，幼以鹽筴名聞天下。性愛竹，《扬州画苑录》说他“素工绘事，有石刻山水花卉折扇面十数个，深得王（翚）、恽（寿平）旨趣”。嘉慶二十三年（1818年），購下小玲瓏山館，改築為園，園中多植竹，與北京頤和園、承德避暑山莊、蘇州拙政園齊名，是中國四大名園之一。黃至筠每日早餐是：燕窩，參湯，雞蛋二枚。道光十八年（1838年）卒，年六十八。黄至筠有妻妾十二人，生五子八女，五子：黄锡庆、黄锡麟（黄奭）、黄锡麒、黄锡康、黄锡禧。